# Льяловские
Льяловские (Стародубские-Льяловские) — угасший русский княжеский род, происходящий от князей Стародубских. Рюриковичи.
Род внесён в Бархатную книгу.

## Происхождение и история рода
Род Льяловских появился как ответвление родя князей Стародубских. Родоначальником этой ветви является князь Константин Фёдорович прозванный «Льяло», родной младший брат Ивана Фёдоровича Стародубского, прозванного по уделу «Кривоборским».
В связи с неоднократными пожертвованиями монастырям соляных варниц, можно предположить, что род являлся очень богатым и владел несколькими производствами по добыче и выварке поваренной соли, что в те времена являлось дорогостоящим продуктом.
После 1580-х годов упоминания о данном княжеском роде отсутствуют.

## Известные представители
- Константин Фёдорович Стародубский — прозывался Льяло, и по нём его потомки получили фамилию. В 1451/64 годах сделал вклад волость Сольцу (Сольцу Малую) в суздальскую обитель (Спасо-Евфимьев суздальский монастырь).
  - Иван Константинович — сын боярский[3].
    - Борис Иванович — в 1514 году в битве под Оршей попал в плен к литовцам, где и умер.
    - Михаил Иванович
      - Никита Михайлович Сорока — воевода и наместник.
        - Иван Никитич — в 1572 году участвовал в походе на Швецию. В 1577 году — на Лифляндию. В этом же году рында со щитом великого князя Симеона Бекбулатовича Тверского.

    - Андрей Иванович Сорока
      - Юрий Андреевич Большой — воевода.
      - Юрий Андреевич Меньшой — воевода.

    - Василий Иванович — в 1514 году в  битве под Оршей попал в плен к литовцам, где и умер.
    - Семён Иванович Чёрный — Московский дворянин и воевода.